# پلاسمای القایی
پلاسمای القایی که پلاسمای کوپل القایی نیز نامیده می شود، یک نوع پلاسمای با دمای بالا است که به وسیله القای الکترومغناطیسی به وجود می آید و در اکثر موارد با گاز آرگون همراه می شود. میدان مغناطیسی، جریان الکتریکی را  درون گاز القا می کند تا پلاسما ایجاد شود. پلاسما می تواند به دمای 10000 کلوین برسد. فناوری پلاسمای القایی در زمینه هایی مانند کروی سازی پودر و سنتز نانو مواد مورد استفاده قرار می‌گیرد. این فناوری از طریق یک مشعل پلاسمای القایی اعمال می شود که از سه بخش اصلی تشکیل شده است: سیم پیچ القایی، یک محفظه محبوس، و یک سر مشعل یا توزیع کننده گاز. برتری اصلی این فناوری حذف الکترودهایی است که مبی توانند خراب شوند و باعث تولید آلودگی شوند.

## تاریخچه
دهه 1960 دوره ابتدایی فناوری پلاسمای حرارتی بود که به وسیله برنامه های صنعت هوافضا آغاز شد. در میان روش های گوناگون تولید پلاسمای حرارتی، القای پلاسما (پلاسمای جفت شده القایی) نقش مهمی را در این زمینه بر عهده دارد.
تلاش های اولیه برای نگهداری پلاسمای جفت شده بر روی جریانی از گاز، به بابات در سال 1947 و رید در سال 1961 باز می‌گردد. تلاش ها بر روی مطالعات بنیادین مکانیزم کوپل کردن انرژی و مشخصه های جریان مانند دما و میدان تمرکز در ترشح پلاسما منعطف شد. در دهه 1980، علاقه زیادی به عملکرد بالا مواد، سایر چالش های علمی و القای پلاسما برای کاربرد های در مقیاس صنعتی مانند تصفیه زباله وجود داشت. تحقیقات و پیشرفت های قابل توجهی برای پر کردن فاصله میان آزمایشگاه و ادغام صنعت اختصاص داده شده است. پس از دهه ها تلاش، فناوری پلاسمای القایی جایگاهی محکم میان صنعت مدرن و پیشرفته به دست آورده است.

## تولید

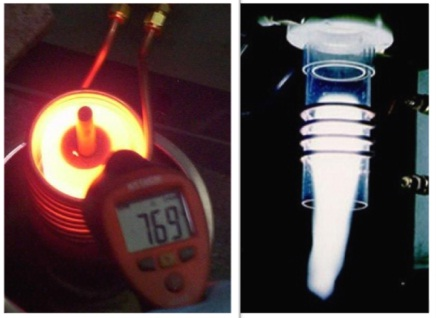
(چپ) گزمای القایی. (راست) پلاسمای القایی جفت شده

حرارت دادن القایی یک فناوری بالغ با چندین دهه تاریخچه است. یک قطعه فلزی رسانا، داخل یک سیمپیچ با فرکانس بالا قرار می‌گیرد و القا می‌شود.. به قطعه همزمان گرما داده می‌شود تا به حالت داغ قرمز برسد. تفاوتی میان اصول اساسی حرارت دادن القایی یا " القای پلاسمای کوپل شده" وجود ندارد، فقط در مورد دوم، ماده ای که می‌خواهد القا شود با جریانی از گاز جایگزین می‌شود و دمای داده شده به گاز، به قدری بالا است که گاز به "حالت چهارم ماده" - پلاسما وارد می‌شود.
یک مشعل پلاسمای کوپل شده القایی (Inductively coupled plasma-ICP)، اساسا یک سیم پیچ مسی با چندین دور سیم پیچ است که آب سرتاسر این سیم پیج در حرکت است تا گرمای تولید شده در طول فرایند را خارج کند. ICP ها دو نوع عملکرد دارند، یک نوع حالت خازنی (E) با چگالی پلاسمای کم و دیگری حالت القایی (H) با چگالی پلاسمای بالا. انتقال حالت گرمایش E به H با ورودی های خارجی اتفاق می افتد.  سیم پیچ دور یک تیوب محصور پیچیده می‌شود. که داخل این سیم پیچ، پلاسمای القایی (حالت H) تولید شده است. یکی از انتهای دو سر تیوب محصور باز است؛ که پلاسما در واقع روی یک جریان گاز پیوسته نگهداری شده است. در طول فرایند القای پلاسما، ژنراتور جریان متناوب (ac) را با فرکانس رادیویی (r.f.) بر روی مشعل سیم پیچ فراهم می‌کند. این جریان ac، یک میدان مغناطیسی متناوب داخل سیمچیچ ایجاد می‌کند. پس از نوشتن قانون آمپر      (برای سیم پیچ برقی)  :
{\displaystyle \phi _{B}=(\mu _{0}\,I_{c}\,N)(\pi \,r_{0}^{2})\quad (1)}
که در فرمول بالا، {\displaystyle \phi _{B}} شار میدان مغناظیسی است. {\displaystyle \mu _{0}} ثابت نفوذپذیری است که مقدار آن برابر {\displaystyle 4\pi \,10^{-7}\,{\textrm {Wb/A.m}}} می‌باشد. {\displaystyle I_{c}} جریانی الکتریکی است که درون سیم پیچ جریان دارد. {\displaystyle N} تعداد دور سیم پیچ پیچیده شده بر واحد طول است. همجنین{\displaystyle r_{0}} میانگین شعاع چرخش سیم پیچ است.
با توجه به قانون فارادی ، تغییر در شار میدان مغناطیسی یک ولتاژ یا نیروی الکترومغناطیسی را القا می کند:
{\displaystyle E=-N(\Delta \phi _{B}/\Delta t)\quad (2)}
به گونه ای که {\displaystyle N} تعداد دور های سیم پیچ است و عبارت داخل پرانتز نسبت تغییرات شار با زمان است. پلاسما رسانا است ( با فرض اینکه پلاسما هنوز داخل مشعل وجود دارد). این نیروی الکترومغناظیسی E ، در اندازه خود جریانی را با چگالی j در حلقه های بسته ایجاد می‌کند. حالتی که بسیار شبیه به گرما دادن میله فلزی در یک سیم پیچ القایی است: انرژی منتقل شده به پلاسما توسط گرمای ژول(j2R)-که از قانون اهم به دست می‌آید- پس داده می‌شود. در رابطه گفته شده R مقاومت پلاسما است.
از آنجایی که پلاسما رسانایی الکتریکی نسبی بالایی دارد، نفوذ میدان مغناطیسی متناوب درون آن دشوار است، بخصوص در فرکانس های خیلی بالا.

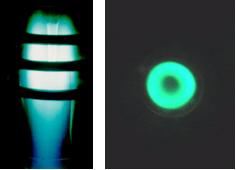
پلاسمای القایی، مشاهده شده از بغل و انتها

این پدیده معمولا به عنوان "پدیده پوست" توصیف می‌شود. سناریو شهودی این است که جریان های القا شده که هر خط مغناطیسی را احاطه کرده اند، بر روی یکدیگر اثر می‌گذارند، به همین دلیل جریان خالص القا شده تنها نزدیک حاشیه پلاسما متمرکز می‌شود. بدین معنی است که داغ ترین قسمت پلاسما خارج از محور است. در نتیجه، پلاسمای القایی چیزی مانند "پوسته ای حلقوی" است. با مشاهده پلاسما از طرف محور آن، به صورت یک "شیرینی دایره ای" روشن به نظر می‌رسد.
در عمل، شعله ور شدن پلاسما تحت شرایط فشار پایین ( <300 torr ) غالبا خودجوش است. به محض اینکه نیروی r.f. اعمال شدخ+ه به سیم پیچ به آستانه مشخصی رسید (به عواملی مانند حالت مشعل، دبی جریان گاز و ... ). حالت گاز پلاسما ( معمولا آرگون) به سرعت از درخشش تخلیه به حالت کمان شکن تغییر وضعیت پیدا میکند و یک پلاسمای القایی پایدار را ایجاد میکند. برای حالتی که فشار دلخواه، فشار اتمسفر باشد، شعله ور شدن معمولا به وسیله سیم پیچ تسلا صورت میگیرد که فرکانس بالا، جرقه هایی با ولتاژ الکتریکی بالا را تولید میکند. این سیم پیچ کمان شکن داخلی را درون مشعل ایجاد میکند و تحریک آبشاری از یونیزاسیون گاز پلاسما، که در نهایت منجر به یک پلاسما پایدار می شود را شبیه سازی میکند.  

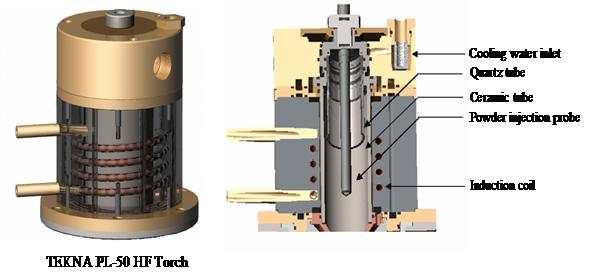
مشعل پلاسما القایی برای کاربردهای صنعتی

## مشعل پلاسما القایی
مشعل پلاسمای القایی هسته فناوری پلاسمای القایی است. علیرغم وجود هزاران طراحی مختلف، یک مشعل پلاسمای القایی از سه بخش اساسی تشکیل شده است:

### سیم پیچ
سیم پیچ القا، شامل چندین دور چرخش مارپیچی است، بستگی به r.f. توان منبع و مشخصات آن. معیار های سیم پیچ شامل قطر، تعداد دور سیم پیچ و شعاع هر دور مشخص میشوند تا تا یک "تانک جریان" با آمپدانس مناسب ایجاد شود. سیم پیچ ها معمولا سوراخی در طول محورشان هستند که با مایع خنک کننده ( مانند آب بدون یون شده ) پر شده اند تا دمای کار سیم پیچ ها را کاهش دهد. گرمایی که ناشی از القا شدن جریان الکتریکی در سیم پیچ است.

### لوله حبس
این لوله استفاده میشود تا پلاسما را محدود کند. لوله های کوارتزی انتخاب رایجی است. لوله معمولا با هوای فشرده (10kw>) یا آب خنک کننده خنک میشود. با توجه به اینکه شفافیت لوله کوارتز در بسیاری از تقاضا های آزمایشگاهی مورد نیاز است ( مانند تشخیص طیف )، خواص نسبتا ضغیف مکانیکی و گرمایی آن، خطری برای سایر قسمت ها ( مانند مهرو موم او-رینگ) ایجاد میکند که ممکن است زیر تابش لحظه ای پلاسما با دمای بالا خراب شود. این ملاحظات استفاده از کوارتز را تنها برای مشعل هایی با توان کم (<30kw) محدود میکند. برای استفاده در صنعت، کاربردهای پلاسمای توان بالا (30-250 kw)، تیوب ها از جنس سرامیک هایی ساخته میشوند که معمولا استفاده میشود. متریالی به عنوان کاندید ایده آل مطرح میشود که رسانایی گرمایی خوبی دارد و مقاومت گرمایی خوبی در برابر شوک های حرارتی از خود عبور میدهد. تا این لحظه، سیلیکون نیترید (Si3N4) اولین انتخاب است. در مشعل هایی حتی با توان بالاتر، یک دیواره قفسی فلزی برای لوله حبس پلاسما مورد استفاده قرار میگیرد. این بهره برداری، همراه با مهندسی معاوضه مهندسی بازده کوپلینگ پایین تر و افزایش خطر فعل و انفعالات شیمیایی با گازهای پلاسما است.

### پخش کننده گاز
بیشتر مشعل سری نامیده میشود، این قسمت مسئول تولید جریان های مختلف گازی درون محفظه تخلیه است. عموما سه خط گازی که وجود دارند که به مشعل سری راه دارند. با توجه به فاصله آن ها از مرکز دایره، این سه جریان گازی به صورت دلخواه Q1، Q2 و Q3     نامیده میشوند.
Q1 حامل گازی است که معمولا از طریق تزریق کننده در مرکز مشعل پلاسمایی به مشعل وارد میشود. همانطور که نام نشان میدهد، عملکرد Q1 این است که پیشساز (پودر ها یا مایعات) را درون پلاسما انتقال دهد.آرگون معمولا گاز حامل است، با این حال، بسیاری از گازهای راکتیو دیگر (یعنی اکسیژن، NH3، CH4 و غیره) بسته به نیاز پردازش، اغلب در گاز حامل دخیل هستند.
Q2 حالت پلاسما گاز است که عموما "گاز مرکزی" نامیده میشود. در طراحی مشعل های پلاسمای القایی امروزه، تقریبا غیر استثنایی است که گاز مرکزی درون محفظه مشعل با چرخشی مماس پخش میشود. جریان چرخش گاز توسط یک لوله داخلی حفظ می شود که چرخش را تا سطح اولین دور سیم پیچ القایی حلقه می کند. تمام این مفاهیم مهندسی با هدف ایجاد الگوی جریان مناسب لازم برای اطمینان از پایداری تخلیه گاز در مرکز ناحیه سیم یچ است.
Q3 که عموما به " گاز غلاف " اشاره دارد که خارج از لوله داخلی تولید شده و بالای آن نگه داشته میشود. الگو جریان Q3 میتواند یا چرخشی و یا مستقیم باشد. گاز غلاف عملکردی دوگانه دارد. به تثبیت ترشحات پلاسما کمک می کند. مهمتر از همه، از لوله محصور کننده به عنوان یک محیط خنک کننده محافظت می کند.

## گازهای پلاسما و عملکرد پلاسما
کمترین توانی که میتوان یک پلاسمای القایی را تنظیم کرد به فشار، بسامد و ترکیب گاز بستگی دارد. تنظیم توان پایدار کمتر با فرکانسr.f. بالا، فشار کم و گاز های تم اتمی مانند آرگون به دست می آید. به محض اینکه گاز های دو اتمی وارد پلاسما شوند، توان تنظیم پلاسما به شدت افزایش میاب، زیرا انرژی شکست اضافه ای نیاز است تا  پیوند های نوع اول گازی را بشکند، به همین دلیل تحریک بیشنر برای رسیدن پلاسما امکان پذیر است. دلایل اصلی استفاده از گازهای دو اتمی در پردازش پلاسما عبارتند از (1) برای بدست آوردن پلاسمایی با محتوای انرژی بالا و هدایت حرارتی خوب (جدول زیر را ببینید)، و (2) برای مطابقت با شیمی پردازش.
در عمل، انتخاب گاز های پلاسمایی در یک پلاسمای القایی ابتدا با استفاده از شیمی پردازش مشخص میشود. برای مثال اگر پردازش  نیاز به کاهنده یا اکسنده داشته باشد یا هر محیط دیگری، سپس گاز دوم مناسب را می توان انتخاب کرد و به آرگون اضافه کرد تا انتقال حرارت بهتری بین پلاسما و مواد برای تصفیه حاصل شود. Ar–He, Ar–H2, Ar–N2, Ar–O2 و ... ترکیبات بسیار شایعی هستند که برای پلاسمای القایی استفاده میشوند. از آنجایی که اتلاف انرژی در تخلیه اساساً در پوسته حلقوی خارجی پلاسما صورت می گیرد، گاز دوم معمولاً به جای خط گاز مرکزی همراه با خط گاز غلاف وارد می شود.

## کاربردهای صنعتی فناوری پلاسمای القایی
با دنبال کردن سیر تکامل فناوری پلاسمای القایی در آزمایشگاه ها، مزایای عمده پلاسمای القایی مشخص شده است:
- پلاسمای القایی این امکان را میدهد تا پلاسما با خلوص بالا، بدون بدون آلودگی از الکترودها همانطور که در پلاسمای DC وجود دارد ایجاد شود
- امکان تغذیه محوری پیش ساز ها، جامد بودن پودر ها یا سوسپانسیون و مایعات. این ویژگی اجازه می دهد تا مواد را در معرض دمای بالای پلاسما تا 10000 درجه سانتیگراد قرار دهیم.
- با توجه به نبود الکترود ها، انتخاب وسیعی از فرایند های گازی امکان پذیر است. مانند اینکه مشعل می تواند در اتمسفرهای احیا کننده یا اکسیداتیو و حتی خورنده کار کند. با این قابلیت، یک مشعل پلاسمای القایی اغلب نه تنها به عنوان یک منبع حرارتی با دمای بالا و آنتالپی بالا، بلکه به عنوان مخازن واکنش شیمیایی نیز عمل می کند.
- زمان ماندن نسبتاً طولانی پیش ماده در توده پلاسما (چند میلی ثانیه تا صدها میلی ثانیه)، در مقایسه با پلاسمای dc.
- حجم پلاسمای نسبتاً بزرگ

این ویژگی های فناوری پلاسمای القایی، کاربرد های مهمی را در ابعاد و فعالیت های صنعتی در طول دهه های پیشین پیدا کرده است. کاربرد صنعتی موفقیت آمیز فرآیند پلاسمای القایی تا حد زیادی به بسیاری از پشتیبانی های مهندسی اساسی بستگی دارد. به عنوان مثال، طراحی مشعل پلاسما صنعتی، که سطح توان بالا (50 تا 600 کیلووات) و مدت زمان طولانی (سه شیفت 8 ساعت در روز) پردازش پلاسما را امکان پذیر می‌کند. مثال دیگر تغذیه کننده های پودری هستند که مقدار زیادی پیش ماده جامد (1 تا 30 کیلوگرم در ساعت) را با سرعت تغذیه قابل اعتماد و ثابت منتقل می کنند.
مونه های زیادی از کاربرد های صنعتی فناوری پلاسمای القایی وجود دارد. مانند کروی سازی پودر، سنتز پودر هایی با ابعاد نانو، افشانش پلاسمای القایی و  بازیافت زباله.

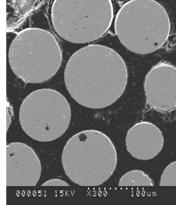
ریزساختار متراکم پودرهای کاربید تنگستن ریختگی کروی شده

## کروی سازی پودر
منبع:
تقاضا برای پودر های کروی سازی شده (و همچنین متراکم) از زمینه های بسیار متفاوت صنعتی می آید. از متالورژی پودر تا بسته بندی الکنرونیک. به طور کلی، نیاز مبرم به تبدیل یک فرآیند صنعتی به پودرهای کروی، جستجوی حداقل یکی از مزایای زیر است که حاصل فرآیند کروی شدن است:
1. افزایش قابلیت سیالیت پودر
2. افزایش چگالی بسته بندی شده پودر
3. از بین بردن حفره ها و شکستگی های داخلی پودری.
4. تغییر درمورفولوژی سطح ذرات.
5. سایر انگیزه های منحصر به فرد، مانند بازتاب نوری، خلوص شیمیایی و غیره.

کروی سازی یک فرایند ذوب در هوا است. پیش ساز پودر با شکل زاویه ای به درون پلاسمای القایی وارد میشود و ناگهان در دمای بالای پلاسما مذاب میشود. پودر های مذاب شده تحت عمل کشش سطی فاز مایع، کروی در نظر گرفته میشوند. این ریز قطرات وقتی که در فضای خارج از پلاسما در پرواز هستند، به طور ناگهانی خنک میشوند زیرا که گرادیان دمای شدیدی در پلاسما وجود دارد.بنابراین کره هایی که جامد شده اند به عنوان محصولات کروی شده جمع آوری می شوند. از آنجایی که فرآیند از هیچ الکترود یا بوته ای استفاده نمی کند، خلوص بسیار بالایی را می توان حفظ کرد.
طیف وسیعی از سرامیک ها، فلزات و آلیاژ های فلزی با استفاده از پلاسمای القایی، کروی سازی شده اند. به دلیل دمای بالای پلاسما حتی موادی با دمای ذوب بسیار بالا نیز می توانند کروی شوند. در زیر برخی از مواد معمولی که در مقیاس تجاری کروی هستند آورده شده است.
- سرامیک اکسید: SiO 2, ZrO 2, YSZ, Al 2 TiO 5, شیشه
- غیر اکسیدها: WC، WC–Co، CaF 2 ، TiN
- فلزات: Re، Ta، Mo، W
- آلیاژها: Cr–Fe–C، Re–Mo، Re–W

## سنتز نانو مواد
این افزایش تقاضا برای نانوپودر ها است که تحقیقات و توسعه گسترده سنتز نانو پودر ها را ترویج میکند. چالش هایی که کاربرد های صنعتی با آن روبرو است عبارتند از: بهره وری، توانایی کنترل کیفیت و توان مالی. فناوری پلاسمای القایی پرواز ذرات پیش ساخته و تبخیر آن ها را در هوا فراهم میکند، حتی آن دسته از موادی که نقطه ذوب بالایی دارند،  حتی آن هایی که در اتمسفرهای مختلف، امکان سنتز طیف وسیعی از نانوپودرها را فراهم می کند و در نتیجه به فناوری بسیار قابل اعتمادتر و کارآمدتری برای سنتز نانو پودرها در مقیاس آزمایشگاهی و صنعتی تبدیل می شود. پلاسمای القایی مورد استفاده برای سنتز نانوپودر دارای مزایای زیادی نسبت به تکنیک‌های جایگزین است، مانند خلوص بالا، انعطاف‌پذیری بالا، مقیاس‌پذیری آسان، کارکرد آسان و کنترل فرآیند.
در فرایند نانو سنتز، متریال ابتدا تا نقطه تبخیر پلاسمای القایی پیش گرم میشود و بخارات متعاقباً در معرض خاموش شدن بسیار سریع در منطقه خاموش کردن/واکنش قرار می‌گیرند.  گاز کوئنچ می تواند گازهای بی اثر مانند Ar و N2 یا گازهای واکنش پذیر مانند CH4 و NH3 باشد، پودر های نانومتری نولید شده معمولا با فیلتر های متخلخل جمع آوری میشوند. که به دور از بخش واکنش پلاسما نصب شده اند. به دلیل واکنش پذیری بالای پودرهای فلزی، قبل از حذف پودر جمع آوری شده از بخش فیلتراسیون فرآیند، باید به آرام سازی پودر توجه ویژه ای شود.
سیستم های پلاسمای القایی، به طور موفقیت آمیزی در سنتز نانوپودر ها استفاده شده اند. سایز نانو ذرات تولید شده از 20 تا 100 میکرون است که بستگی به شرایط کوئنج مختلف دارد. نرخ تولید میتواند از چند هزار گرم در ساعت تا 3-4 کیلوگرم بر ساعت تغییر کند، با توجه به ویژگی های گوناگون فیزیکی متریال سطح توان در پلاسما. ک سیستم نانو سنتز پلاسمای القایی معمولی برای کاربرد صنعتی در زیر نشان داده شده است. عکس برخی از محصولات نانویی از همین تجهیزات موجود است.

## تونل های باد پلاسما
هنگامی که فضاپیما ها در حالت ورود به جو هستند، در معرض شار های حرارتی بالا قرار میگیرند و به موادی سیستم های حفاظتی گرمایی نیاز دارند. برای توسعه این مواد نیاز است تا در شرایط مختلف آزمایش شوند. تونل‌های باد پلاسما که تأسیسات آزمایش زمینی با آنتالپی بالا نیز نامیده می‌شوند، این شرایط را بازتولید می‌کنند. پلاسمای القایی برای این تونل‌های باد پلاسما استفاده می‌شود، زیرا می‌تواند یک پلاسمای با آنتالپی بالا و عاری از آلودگی ایجاد کند.

## آلبوم عکس

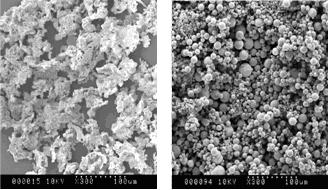
پودرهای رنیم به هم پیوسته پوسته پوسته پس از پردازش کروی شدن پلاسمای القایی به کره های مجزا تبدیل می شوند.
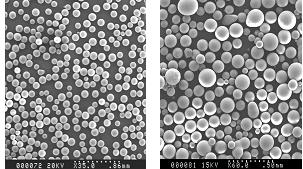
پودر SiO2 کروی شده توسط پلاسمای القایی (پلاسمای هوا)، خروجی 15 تا 20 کیلوگرم در ساعت
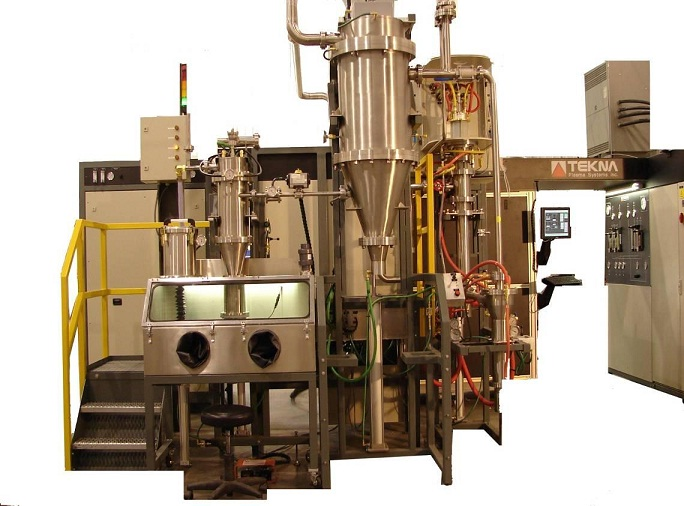
تجهیرات پلاسمای القایی برای سنتز نانو پودر ها
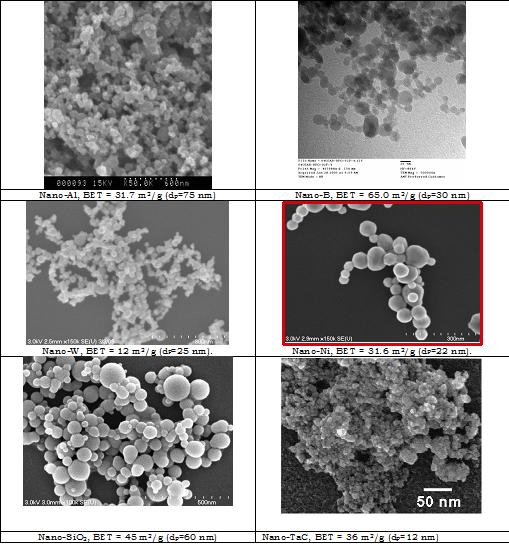
برخی از نمونه‌های نانوذرات تهیه‌شده با پردازش پلاسمای القایی

## خلاصه
فناوری پلاسمای القایی عمدتاً به فرآیندهای با ارزش افزوده بالا که در بالا به آن ها اشاره شد دست می یابد. علاوه بر "کروی سازی" و "سنتز نانومواد"، تصفیه زباله های خطردار، رسوب مواد مقاوم به سوختن، سنتز مواد نجیب و غیره ممکن است زمینه های صنعتی بعدی برای فناوری پلاسمای القایی باشد.

## همچنین ببینید
موتور محرکه پلاسما